# Курувка
Курувка (пол. Kurówka, в русских текстах встречается вариант Куровка) — река в Польше, правый приток реки Вислы, протекает по Люблинской возвышенности. Длина — 50 км, площадь бассейна — 395,4 км². Уклон реки — 1,61 м/км.
Исток находится недалеко от Пётровиц-Вельких (Piotrowice Wielkie), далее река протекает по территории Люблинского воеводства и впадает в Вислу у Пулавы. Курувка используется заводом азотных удобрений в Пулавах в качестве основного источника водоснабжения. Сточные воды сбрасываются обратно в реку, поэтому для защиты вод Вислы вода из Курувки поступает в Вислу не напрямую, а через систему плотин и шлюзов.
Основные притоки: Струга-Курув (Struga Kurów), Бялка (Białka), Водна-Струга (Wodna Struga).
На реке расположены следующие населённые пункты: Гарбув, Маркушув, Курув, Коньсковоля, Пулавы.